# PolePole Higashi-Nakano
PolePole Higashi-Nakano (ポレポレ東中野) est un micro-cinéma japonais, situé à Higashi-Nakano, Nakano, à Tokyo. Le nom du théâtre, « PolePole », signifie « lentement, lentement » en swahili. Il dispose de 1 écran et de 96 places. 

## Histoire
Le cinéma Box Higashi Nakano, qui précède le PolePole Higashi-Nakano, ferme ses portes le 25 avril 2003 en raison de problèmes contractuels entre la société d’exploitation et le propriétaire de l’immeuble. Par la suite, le propriétaire de l'immeuble sollicite publiquement un nouveau gestionnaire, et le 6 septembre 2003, il rouvre sous le nom de PolePole Higashi-Nakano avec Takahiro Otsuki comme directeur. 

## Caractéristiques
PolePole Higashi-Nakano est le seul cinéma de Nakano. Il projette principalement des films documentaires, qui étaient un long métrage de BOX Higashi Nakano, ainsi que des œuvres auto-distribuées et des longs métrages de jeunes réalisateurs.  L’un des plus grands succès projetés au PolePole Higashi-Nakano est Life Is Fruity. 